# Jurij Holyk

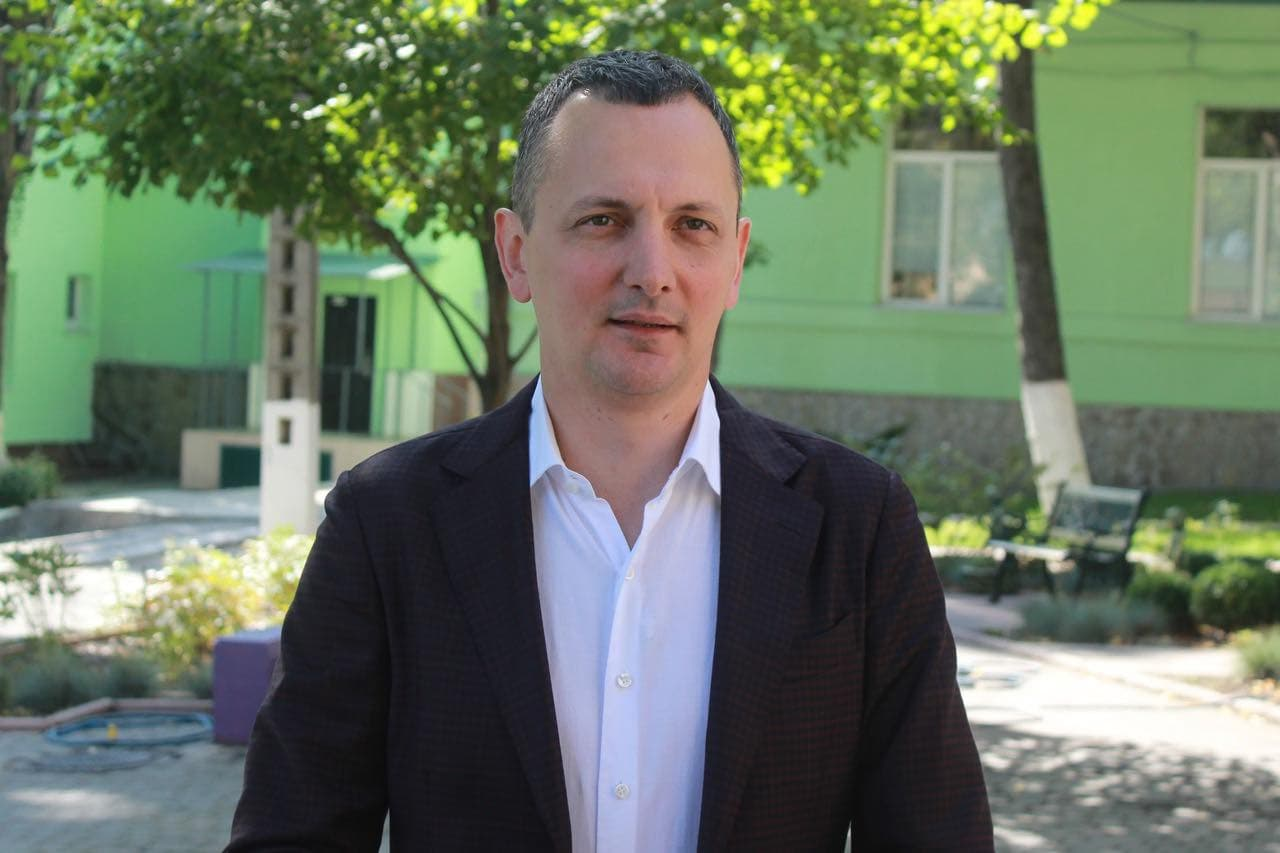
Jurij Holyk

Jurij Jurijowytsch Holyk (ukrainisch Юрій Юрійович Голик; geboren am 21. Dezember 1977 in Luhansk, Ukrainische SSR) ist ein ukrainischer Unternehmer, politischer Berater und ehemaliger Regierungsbeamter. Er ist vor allem für seine aktive Beteiligung an der Umsetzung des nationalen Infrastrukturprogramms „Großes Bauprojekt“ (Welyke Budivnytstwo) sowie für die Koordination der öffentlichen Kommunikation im Zusammenhang mit von der Präsidialverwaltung der Ukraine unterstützten Infrastrukturvorhaben bekannt. Seine Aktivitäten waren Gegenstand mehrerer Korruptionsskandale, investigativer Medienberichte und öffentlicher Kritik. Holyk hat außerdem familiäre Verbindungen zur Russischen Föderation, was nach dem russischen Überfall auf die Ukraine zusätzliche Aufmerksamkeit erregte.

## Leben und Karriere
Holyk absolvierte 1999 ein Studium der Finanz- und Kreditwissenschaften an der Ostukrainischen Nationalen Universität Wladimir Dahl. Bemerkenswert ist, dass sein Vater russischer Staatsbürger ist, in Moskau lebt und Berichten zufolge bei der Generalstaatsanwaltschaft der Russischen Föderation arbeitet. Holyk hat seinen Vater seit 2014 mehrfach besucht, was angesichts der geopolitischen Spannungen zwischen der Ukraine und Russland öffentliche Aufmerksamkeit erregte.
Von 2015 bis 2019 war er Berater des Gouverneurs der Oblast Dnipropetrowsk, Walentyn Reznitschenko. In dieser Funktion war er maßgeblich an der Umsetzung regionaler Infrastrukturprojekte beteiligt.
Von 2019 bis 2020 diente Holyk als Berater des ukrainischen Premierministers Oleksij Hontscharuk. Im Jahr 2020 übernahm er die Koordination der Informationspolitik des nationalen Programms „Großes Bauprojekt“, das vom Präsidialamt der Ukraine initiiert wurde. Seit Juli 2019 leitet er das Programm „Regionale Entwicklung“ des Think Tanks „Ukrainisches Institut der Zukunft“ (Ukrainian Institute for the Future).

## Kontroversen

### Korruptionsvorwürfe im Zusammenhang mit Infrastrukturprojekten
Holyk wurde in mehrere Korruptionsermittlungen im Zusammenhang mit dem nationalen Infrastrukturprogramm „Großer Bauprojekt“ verwickelt. Im Jahr 2022 berichteten investigative Journalisten, dass das Unternehmen Budinvest Engineering, das mit dem Gouverneur der Oblast Dnipropetrowsk, Walentyn Reznitschenko, in Verbindung steht, erhebliche staatliche Aufträge für nicht dringende Straßenbauarbeiten erhielt. Holyk, der zuvor als Berater von Reznitschenko tätig war, soll eine Rolle bei der Vergabe dieser Aufträge gespielt haben. Infolgedessen leitete die Nationales Antikorruptionsbüro der Ukraine (NABU) Ermittlungen ein und durchsuchte Holyks Wohnsitz im Zusammenhang mit dem Fall.
Weitere Ermittlungen zeigten, dass ein mit Holyk in Verbindung stehender Auftragnehmer zwischen 2018 und 2020 an Straßenreparaturprojekten in den Regionen Kiew und Schytomyr beteiligt war. Sachverständige stellten fest, dass die Kosten für Reparaturarbeiten, die nicht zur Abnahme geeignet waren, über 121 Millionen Hrywnja betrugen – ein Betrag, den das Unternehmen rechtswidrig aus dem Staatshaushalt erhielt. Gegen den Direktor des privaten Unternehmens wurde wegen des Verdachts auf Veruntreuung öffentlicher Gelder ermittelt. Die Tat soll von einer Gruppe von Personen in besonders großem Umfang und in vorheriger Absprache begangen worden sein.

### Unbefugter Zugang zum Präsidialamt
Obwohl Holyk kein offizielles Amt innehatte, wurde er beim Betreten des Präsidialviertels in Kiew beobachtet – ein Gebiet, das durch Kontrollpunkte gesichert ist und normalerweise nur mit besonderer Genehmigung zugänglich ist. Das investigative Medienportal Bihus.Info filmte, wie Holyks Fahrzeug diese Kontrollpunkte ohne Halt passierte, was auf eine inoffizielle, aber einflussreiche Rolle innerhalb des Präsidialamts hindeutet. Holyk behauptete, in der Nähe zu wohnen, jedoch dokumentierten Journalisten, dass er regelmäßig von einem anderen Ort dorthin pendelte.

### Leaks von Ermittlungsinformationen
Im Jahr 2023 beschlagnahmten Ermittler Holyks Mobiltelefon im Rahmen einer Untersuchung zu möglichen Informationslecks innerhalb der NABU. Die Analyse des Geräts ergab, dass Holyk über einen Mittelsmann vertrauliche Informationen von NABU-Mitarbeitern erhalten hatte. Diese Leaks betrafen insbesondere laufende Ermittlungen zu Korruptionsfällen im Zusammenhang mit dem „Großes Bauprojekt“.

### Vorwürfe der Manipulation von Ausschreibungen
Im Jahr 2024 beschlagnahmten Ermittler des Nationalen Antikorruptionsbüros der Ukraine (NABU) im Rahmen von Durchsuchungen die Mobiltelefone von Jurij Holyk. Die Analyse der Geräte offenbarte eine Korrespondenz zwischen Holyk und dem Unternehmer Denys Ostrowskyj, dem ehemaligen Eigentümer des Bauunternehmens SK „Stroiinvest“. In den Nachrichten, die aus dem Jahr 2021 stammen sollen, gab Holyk offenbar Anweisungen zur Beantragung staatlicher Subventionen und forderte regelmäßige Berichte über bestimmte Bauprojekte. Der Tonfall der Kommunikation deutete auf ein hierarchisches Verhältnis hin, wobei Ostrowskyj eine untergeordnete Rolle einnahm. Kurz darauf, im November 2021, gewann „Stroiinvest“ eine öffentliche Ausschreibung zum Bau eines Kulturzentrums in Kaniw, Oblast Tscherkassy.
Journalisten stellten fest, dass das Unternehmen „Stroiinvest“ umfangreiche Staatsaufträge zu erhalten begann, nachdem das Team um Resnitschenko und Holyk die Leitung der regionalen Staatsverwaltung von Dnipropetrowsk übernommen hatte. Dies warf Bedenken hinsichtlich möglicher Interessenkonflikte und Machtmissbrauchs bei der Vergabe öffentlicher Aufträge auf.

### Abreise aus der Ukraine im Zusammenhang mit Ermittlungen
Im Juni 2024 wurde berichtet, dass Jurij Holyk die Ukraine über das Schljach-System verlassen habe, wobei er ein ärztliches Attest über eine Behinderung vorgelegt habe, um eine Ausreisegenehmigung zu erhalten. Berichten zufolge hielt er sich zu diesem Zeitpunkt in Österreich auf. Diese Abreise erfolgte während laufender Ermittlungen zu seiner mutmaßlichen Verwicklung in die Veruntreuung von Geldern im Rahmen des nationalen Infrastrukturprogramms „Großes Bauprojekt“ (Welyke Budivnytstwo). Der Vorfall löste Besorgnis hinsichtlich der Rechenschaftspflicht und der Wirksamkeit der ukrainischen Anti-Korruptionsmaßnahmen aus.

### Skandal um die Wasserleitung in Krywyj Rih
Im Jahr 2025 entstand ein Skandal im Zusammenhang mit den Aktivitäten von Jurij Holyk beim Bau der Hauptwasserleitung Inhulez – Südliches Speicherbecken in Krywyj Rih. Laut einer journalistischen Untersuchung wurden während der Umsetzung des Projekts, dessen Kosten auf 7,7 Milliarden Hrywnja geschätzt wurden, mehrere mögliche Unregelmäßigkeiten festgestellt: überhöhte Baukosten, der technisch nicht begründete Bau einer dritten Pumpstation, der Einsatz zusätzlicher Rohrleitungen ohne entsprechende hydraulische Berechnungen sowie eine erhebliche Erhöhung der Logistikkosten. Der Gesamtschaden durch mutmaßliche Überzahlungen wurde von den Journalisten auf über 3 Milliarden Hrywnja geschätzt.
Nach Angaben von RBK-Ukraine war das Unternehmen Automagistral-Pivden als Auftragnehmer des Projekts tätig, das Verbindungen zu Jurij Holyk und Oleksandr Bojko haben soll. Infolge der aufgedeckten Tatsachen leitete die Hauptabteilung für Ermittlungen der Nationalpolizei der Ukraine ein Strafverfahren wegen Amtsmissbrauchs und Geldwäsche ein.
Laut einer Mitteilung der Nationalpolizei der Ukraine vom 19. Juni 2025 überstieg die Gesamtsumme der staatlichen Mittel für den Bau derselben Wasserleitung 7,4 Milliarden Hrywnja. Davon wurden über 240 Millionen Hrywnja als veruntreut bestätigt; die geschätzten Verluste könnten sich laut Behörden auf mehrere Milliarden belaufen. Laut den Ermittlungen bestand das betrügerische Schema in einer erheblichen Überteuerung von Baumaterialien – teilweise um bis zu 50 % – durch verbundene Lieferanten, wodurch staatliche Gelder über kontrollierte Unternehmen „gewaschen“ wurden. Auf Grundlage der gesammelten Beweise wurden fünf Personen offiziell als Verdächtige benannt. Im Falle einer Verurteilung drohen ihnen bis zu zwölf Jahre Freiheitsstrafe sowie die Einziehung ihres Vermögens.
Der Generalstaatsanwalt der Ukraine, Ruslan Krawtschenko, erklärte am 28. Juni 2025 als Antwort auf eine Stellungnahme des Unternehmens Automagistral-Pivden, dass er die Details des Strafverfahrens persönlich geprüft habe und alle erhobenen Vorwürfe als rechtmäßig, begründet und durch forensische Gutachten bestätigt ansehe. Er betonte außerdem, dass die Ermittlungen unparteiisch geführt würden und bei Bedarf eine umfassende Expertise durchgeführt werde. Zudem sicherte er eine Überprüfung aller Strafverfahren im Infrastruktursektor zu und erklärte, dass Personen, die sich der Korruption schuldig gemacht haben, zur Verantwortung gezogen würden, während unbegründete Anschuldigungen widerlegt werden sollten.